# Třebíč ve středověku
Třebíč se vyvíjela již od středověku, byl zde založen klášter benediktinů a řešila se městská práva a později bylo město vypleněno Matyášem Korvínem.

## Založení města
První zmínky o Třebíči sahají až do roku 1101, kdy zde moravská údělná knížata Oldřich Brněnský a Litold Znojemský založila benediktinský klášter. První stavbou tohoto kláštera byl kostel sv. Benedikta vysvěcený roku 1104, posléze byl v roce 1109 vysvěcený i klášterní chrám Nanebevzetí P. Marie. Prvním opatem kláštera byl opat Cuno, dalším opatem byl opat Vojtěch a posléze, do roku 1160, opat Naděj. Ve čtyřicátých letech 13. století byla na rozkaz opata Arnolda z Porýní přistavěna nová klášterní budova a kolem roku 1260 bazilika svatého Prokopa, tehdy známá ještě jako klášterní chrám Nanebevzetí P. Marie.

## Městská práva

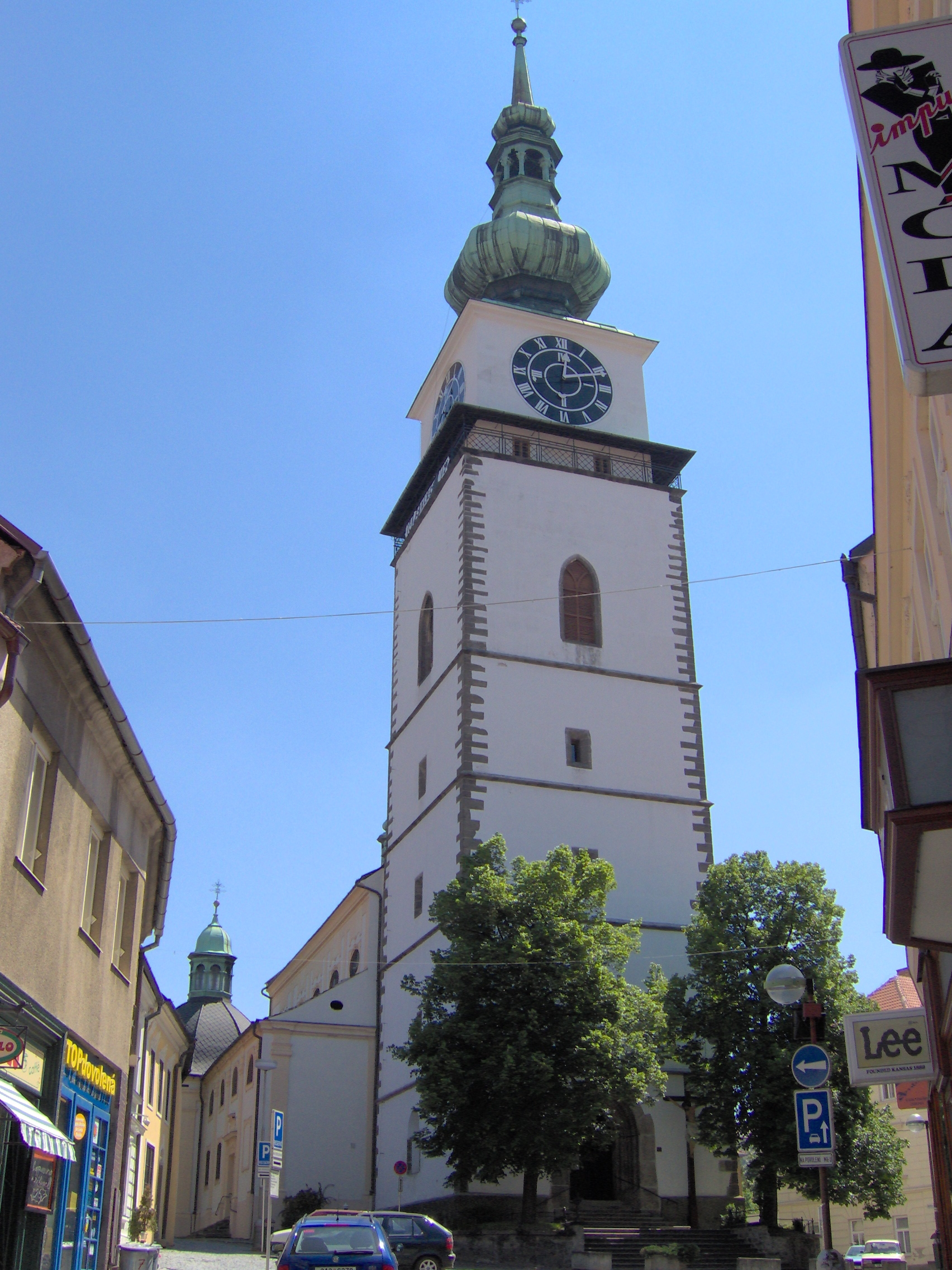
Městská věž – dříve významná součást opevnění

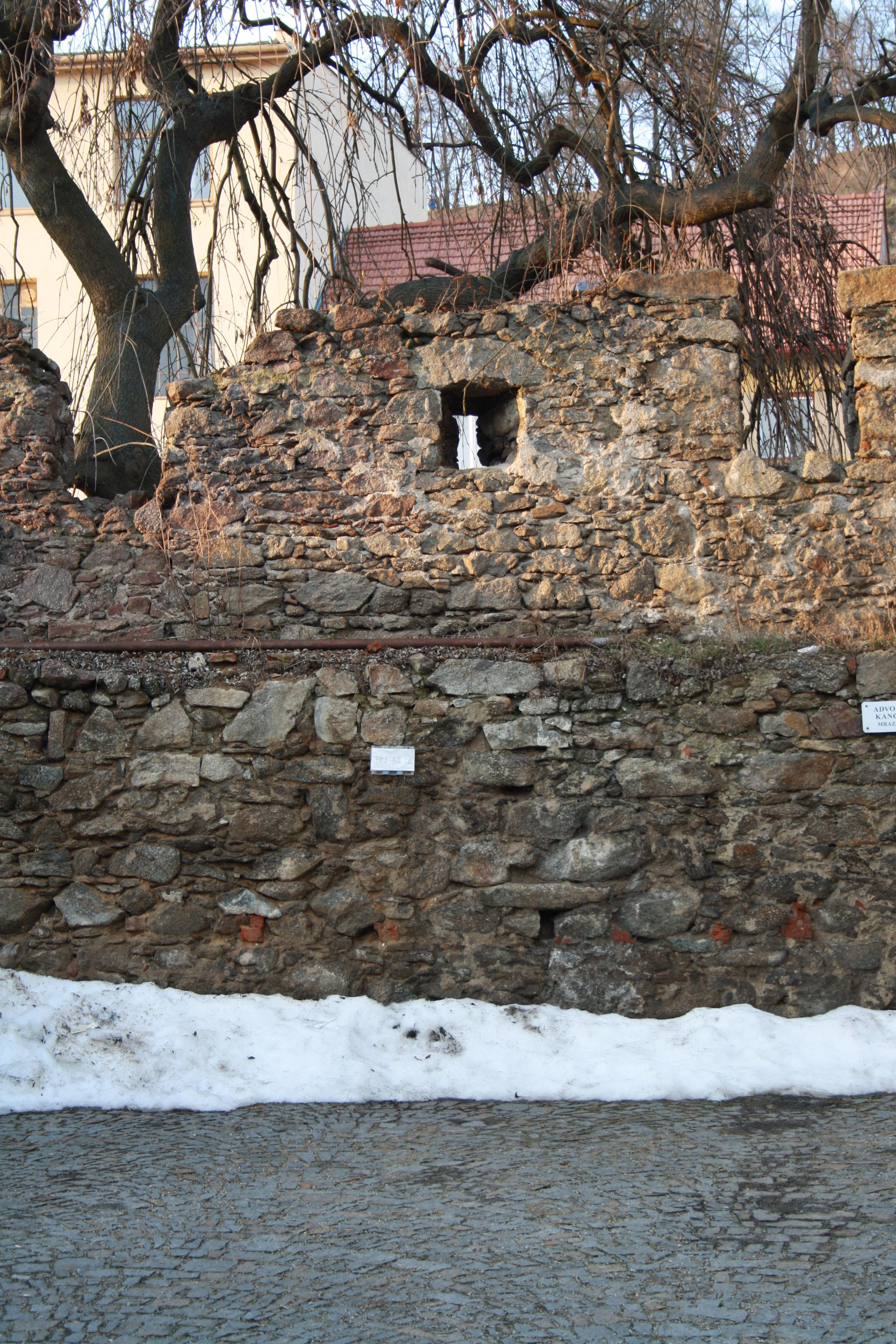
Pozůstatky městských hradeb se střílnami, pohled z vnitřní strany ze dvora Černého domu.

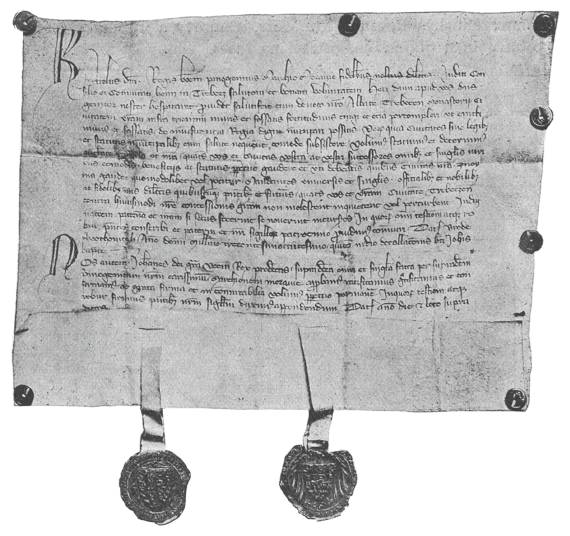
Listina z roku 1335, kterou markrabě Karel povyšuje Třebíč na město.

Nejstarší listina, kde je Třebíč již zmiňována jako město pochází z roku 1277. V této listině, která je uložena v okresním archivu města Třebíče, jsou opatem Martinem oceněny zásluhy Heřmana v Třebíči (latinsky Hermanni in Trebetz), dále zmiňuje i to, že zbavuje jeho dům od veškerých daní a dávek. Také se usuzuje, že Heřman byl tzv. lokátorem města, lokátor je osoba určená vrchností, která se zavázala, že v určité době založí vesnici nebo město, klidně i na zelené louce, za to měl obdržet nejlepší rychtu a nejlepší statek. Tato práva měl i Heřman, který je zmiňován v tom, že byl povolán zpět ze zahraničí a bude se s ním zacházet milostivě.
V květnu 1312 a v květnu 1315 město Třebíč navštívil Jan Lucemburský a ochránil město před výboji od majitele hradu Ungersberg (nynější hrad Sádek) jménem Jimram z Boskovic. Podle A. Kubeše se "především král Jan obrátil k tomuto hradu a dobyv ho, dal 18 loupežníkův tam zajatých popraviti". V roce 1335 město od markraběte moravského Karla obdrželo privilegia znojemského práva, mezi privilegii bylo i právo opevnit se hradbami a příkopy ("aby město vaše ve třech letech silnými zdmi a příkopy dokonale ohrazeni bylo") a řídit se městským právem. Město dostalo právo působit přes městskou radu (lat. consilium), městská rada byla složena z přísežných (lat. iurati) vybíraných původně pánem města a později volených z nejbohatších měšťanů. Ve svém čele měla purkmistra, který byl volen vždy na 4 týdny, později přestal mít moc rychtář a veškerá právní moc města přešla na radu, místo rychty začaly být centrem města radnice (něm. rathaus).
Hradební soustava města byla tvořena hradbami s úzkými střílnami, několika kulatými věžemi, které měly být pozůstatkem z původního hrazení a mohutnými čtvercovými věžemi. Součástí byly i tři brány, Znojemská, Jihlavská a Brněnská, součástí znojemské brány byla i městská věž, která měla funkci oznamovací. Předsunuté hlídky sídlily v objektech na Strážné hoře, Hrádku a podle Fišera i nad Polankou, zbytky kulaté věže se dochovaly pouze na Hrádku.
| „              | Šest set let zapadlo v hlubinu věků od doby Karlovy, paměti slavné, kdy Karel, markrabí tohoto kraje, na město povýšil domy tvé dávné, na město zpevněné kamennou hrází, kde v době válečné našel by klid jak občan pokojný se svými statky, tak blízký poddaný, venkovský lid. | “ |
| — Josef Rokyta | |   |

V roce 1405 byl v Třebíči zřízen špitál, zřídil ho měšťan Janek, tentýž rok biskup olomoucký (Lacek) vyzývá k darům pro třebíčský špitál. V roce 1413 byla městu potvrzena všechna práva a všechny výsady, po smrti Jošta Moravského a Prokopa Lucemburského je potvrdil král Václav IV.

## Husitské období
Král Zikmund potvrdil v roce 1421 všechny výsady městu. Podle A. Kubeše byl spolu s Ivančicemi v roce 1424 dobyt snad i třebíčský klášter, stalo se tak při tažení Žižkových vojsk. Podle jiných zdrojů (tj. dle listiny, kterou napsal Zikmund a psal v ní Oldřichovi z Rožmberka) byla Třebíč v rukou husitů nejpozději 9. října 1425. Třebíč se tak stala jednou z opor táboritů na Moravě a také jedním z cílů výpadů královských měst (Jihlava, Brno, Znojmo). V únoru roku 1425 se tyto výpady konaly převážně ze Znojma, v říjnu obléhala vojska Albrechta Habsburského a Zikmunda Lucemburského klášter, ale po očekávané pomoci Pražanů a Táboritů vojska královská ustoupila. Husité přišli o klášter někdy před rokem 1430. Dle jiných zdrojů, však až někdy kolem roku 1435.
Město ovšem patřilo husitům i další léta, jeho zástupci se 21. prosince 1434 zúčastnili porady měst v Táboře, podle Kubeše bylo město Třebíč dobyto a byla mu tehdejším markrabětem Albrechtem (Albrecht II. Habsburský) navrácena zpět všechna práva dříve nabytá. V roce 1436 bylo povoleno třebíčským mnichům vrátit se do kláštera. Husité však odtáhli bez bojů.
Klášter se po těchto bitvách zadlužil a postupně začal odprodávat svůj majetek a obce, které mu patřily. Město, na rozdíl od kláštera, vzkvétalo, od markraběte Albrechta obdrželo právo dvou výročních trhů, v roce 1454 město obdrželo od Ladislava Pohrobka právo mílové (zákaz vaření piva v okruhu jedné míle od kláštera) a od krále Jiřího z Poděbrad právo vybírat dávky z piva a také dovážet pivo svídnické a pražské, stejně tak umožnil městu provozovat trh se solí. Z listiny od krále Ladislava se mělo město věžemi a zdmi obehanti, nejpevněji bylo opevněno vnitřní město, předměstí byla opevněna také. Mezi lety 1458 a 1468 byla postavena městská věž (tehdy jako obranná věž ku kostelu svatého Martina) a k ní byl ulit i zvon se zlatou obručí (ten byl posléze ukořistěn Uhry), byla obnovena předsunutá stanoviště na Šmeralově kopci, Strážné hoře a Hrádku. Celkové hradby pak byly rozšířeny o dalších sedm věží.

## Vypálení města Matyášem Korvínem

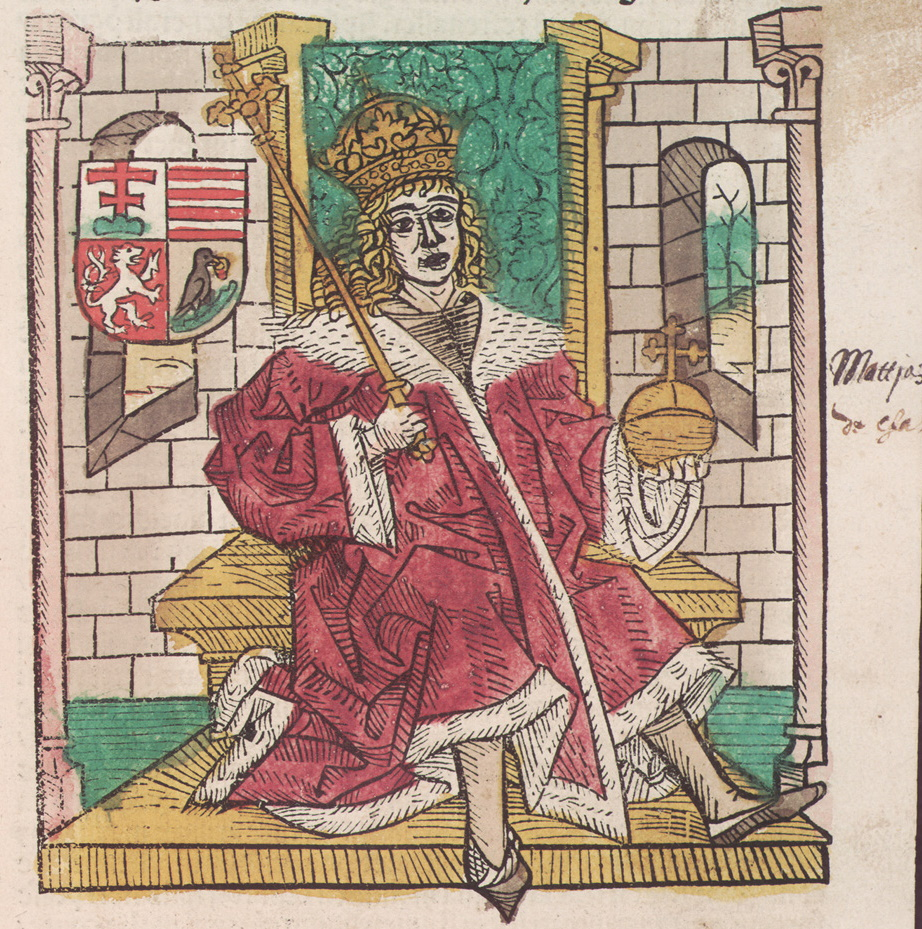
Matyáš Korvín

Po ustálení situace s hospodářským stavem kláštera a po sporech opata kláštera a města se situace kláštera obrátila v lepší a po konfliktech krále Jiřího a papežské kurie v roce 1466 se klášter a jeho opat zařekli, že se pokusí udržet smír mezi oběma stranami. Během česko-uherských válek, které probíhaly poblíž Znojma Matyáš Korvín pouze bránil vojskům Jiřího v rozhodující bitvě. Po ústupu Jiřího vojsk zpět do Čech však rychlým výpadem 12. května 1468 oblehla Korvínova vojska třebíčský klášter a 14. května jej dobyla. Ženy a děti byly poslány do Velkého Meziříčí, spousta měšťanů zemřela a město bylo podle listu odeslaného českým katolíkům vzato, spáleno a do kořene zničeno. Zřejmě vítězství pomohl požár, který měl být založen Uhry, ti vstoupili do předměstí, začali rabovat a oheň se pak rozšířil i na zbylé části města. Posléze Matyáš táhl na opevněný klášter, kde bylo schováno 1500 jezdců a syn Jiřího z Poděbrad Viktorín. Matyáš se domníval, že v klášteře jsou schováni oba Jiřího synové, Viktorín i Jindřich mladší, Jindřich, nazývaný též Hynek, byl ovšem otcem z Čech vyslán na obranu kláštera a záchranu svého bratra, ke klášteru měl dorazit 22. května téhož roku, jeho vojska byla poražena. Viktorín lstí v noci 6. června mezi třemi skupinami jízdy uprchl z kláštera. 15. června se vzdal i zbytek osazenstva kláštera a 20. června odtáhl i Matyáš. Po dalších sedm let zde měly stát pouze ohořelé trosky města. Měšťané opustili město a část z nich se odstěhovala do Velkého Meziříčí a Měřína.
| „              | Tak mínil markrabě, příští náš král. Dějiny však vždy svou cestičkou běží, divoký Asiat na hradbách stojí, pochodeň války plá s hradebních věží, za dne i za noci tvé domy hoří, plameny šlehají vysoko k nebi. Z kolébek vychladlých v májové noci se místo života smrti tvář šklebí. | “ |
| — Josef Rokyta | |   |

## Obnova města a Pernštejnové
V roce 1469 město získali Šternberkové. Podle Štřelkovy kroniky mělo být město po zničení vlastněno třinácti pány, v roce 1478 bylo vlastněno Zdenkem ze Šternberka, měl jej obdržet za jeho pomoc při dobytí města a kláštera. Některé klášterní vsi drželi i jiní páni. V roce 1474 již město mělo být částečně obýváno, Ctibor Kozský měl v Třebíči za úkol verbovat lidi na obranu purkrabího.
V roce 1483 zde pobýval král Vladislav Jagellonský, ten zde pobýval od 1. srpna do 11. listopadu a schovával se v klášteru před morovou ranou a ještě o rok později Třebíč patřila pánům ze Šternberka. Po uzavření smlouvy o zboží dobytých mečem mezi českým králem a Matyášem se král zbavil Třebíče tak, že ji zastavil Vilémovi z Pernštejna. V prvních letech 16. století Pernštejnové skupovali spoustu vesnic z původního majetku kláštera. V roce 1491 pak král Vladislav město zastavil Vilémovi I. z Pernštejna. Již v roce 1492 je Vilémovi dovoleno zakládat na klášterních pozemcích rybníky a tentýž rok je mu umožněno opravit budovy kláštera a v roce 1573 je již uváděno 41 rybníků. Dělením majetku získal Třebíč syn Viléma Jan, zvaný bohatý, a ten ji dohodou převedl na Arkleba z Boskovic, ten později na svého syna Jana Jetřicha. Katolický farář byl donucen Janem Jetřichem odejít z kostela sv. Martina a ten posléze také vyhnal i mnichy z kláštera. V roce 1546 byla ovšem Třebíč zpětnou výměnou za Vranov a Jemnici vrácena do rukou Pernštejnů. V roce 1547 město opět obdrželo mílové právo, ve stejné listině se také reguloval rybolov, práce řezníků a otázka židů ve městě, měšťané pociťovali silnou obchodní konkurenci ze strany židů ve městě, ti byli tímto z města vypovězeni.
V roce 1548 ovšem Vilém umírá a město padá do rukou jeho syna Vratislava, zvaného nádherný, jeho dobré vztahy s králem mu pomohly získat Třebíč do dědického vlastnictví. Po mnoha komplikacích je, z důvodu velkého zadlužení, v roce 1556 nebo 1557 prodal Burianu Osovskému z Doubravice.